# Palais Lerchenfeld
Das Palais Lerchenfeld ist ein Baudenkmal in der Damenstiftstraße 8 im Bezirk Altstadt-Lehel der bayerischen Landeshauptstadt München. Es wurde um 1730 von Ignaz Anton Gunetzrhainer im Rokoko erbaut und ist seit 1958 Sitz der Städtischen Friedhöfe München und der Städtischen Bestattung.

## Geschichte
An der Stelle dreier Bürgerhäuser erbaute Ignaz Anton Gunetzrhainer für Johann Sigmund Spruner, den Hofmarksverwalter der Grafen Törring zu Seefeld, um 1730 ein dreistöckiges palaisartiges Wohnhaus. Der Stuckdekor, der vor allem am Mittelrisalit sehr reich ist, wird Johann Baptist Zimmermann zugeschrieben. Das Gebäude erhielt später ohne einen erkennbaren Zusammenhang mit den Freiherren von Lerchenfeld den Namen „Palais Lerchenfeld“. 1751 wurde das Anwesen versteigert und wieder auf drei Besitzer aufgeteilt. Die Gebäude wurden 1944 fast vollständig zerstört, nur Teile der Rokokofassade blieben erhalten.
Die Stadt München erwarb 1957 die beiden nördlichen Gebäude und ließ sie hinter den gleichzeitig restaurierten Fassaden durch den Architekten Erwin Schleich zur Unterbringung des damaligen Städtischen Bestattungsamtes neu errichten. 1974/75 wurde auch das südlich angrenzende Gebäude erworben und an die Nachbarhäuser angeglichen, so dass wieder eine einheitliche Palaisfassade entstand.
Das Städtische Bestattungsamt war vor dem Zweiten Weltkrieg am Alten Südlichen Friedhof untergebracht. Nach der Kriegszerstörung der Gebäude teilte es sich Räumlichkeiten in der Augustenstraße mit dem Städtischen Leihamt. Seit 1958 sind die heutigen Dienststellen Städtische Friedhöfe München und Städtische Bestattung im Palais Lerchenfeld beheimatet.